# كرايغ باول (مغني)
كرايغ باول (بالإنجليزية: Craig Powell)‏ هو مغني بريطاني، ولد في 30 ديسمبر 1984 في المملكة المتحدة.